# Радко Рачев
Радко Рачев е български алпинист. Изкачването му на осемхилядника Гашербрум II (1992) заедно Господин Динев е първото българско изкачване на този връх. През 1995 г. осъществява първото българско изкачване на друг осемхилядник – Дхаулагири.

## Биография
Роден е на 3 юли 1962 г. в село Трънак, Бургаско. Живее и учи в Айтос. Започва да се занимава с пещернячество, а след това и с алпинизъм. Участва в експедиции до Матерхорн, Хан Тенгри и др. През 1990 г. изкачва най-високия връх в Южна Америка – Аконкагуа (6962 m н.в.). Специалистите отбелязват финеса на катеренето му и силата.
Радко Рачев и Господин Динев са първите българи, стъпили на осемхилядника Гашербрум II (8035  m) – безкислородно изкачване на 23 юли 1992 г.
През 8 октомври 1995 г. изкачва още един връх над 8000 метра – Дхаулагири (8167 m).
През 1996г. става републикански шампион по ледено катерене - Скакавица, Рила.
Семейство: Сключва брак през 1984г. Със съпругата си прави съвместни изкачвания на Злия зъб в Рила, катерят в Стара планина, Врачанските скали, Пирин. Бракът му се разпада през 2001 година, след което прекратява с алпинизма.
Деца - 3.

Умира на 24 януари 2024 във варненското село Куманово.